# Saint-Martin-d'Ary
Pour les articles homonymes, voir Saint-Martin.
Saint-Martin-d'Ary est une commune du Sud-Ouest de la France, située dans le département de la Charente-Maritime (région Nouvelle-Aquitaine).
Ses habitants sont appelés les Saint-Martinois et les Saint-Martinoises.
Trois regroupements clairsemés constituent la commune de Saint-Martin-d'Ary : l'église et son petit-bourg, la mairie et l'école implantées au lieu-dit les Sables, puis le faubourg avec la salle-des-fêtes limitrophe du bourg de Montguyon.

## Géographie

### Communes limitrophes
|            | Neuvicq            |           |
| Orignolles | Saint-Martin-d'Ary | Montguyon |
|            | Clérac             |           |

## Urbanisme

### Typologie
Au 1er janvier 2024, Saint-Martin-d'Ary est catégorisée commune rurale à habitat dispersé, selon la nouvelle grille communale de densité à sept niveaux définie par l'Insee en 2022.
Elle est située hors unité urbaine et hors attraction des villes,.

### Occupation des sols
L'occupation des sols de la commune, telle qu'elle ressort de la base de données européenne d’occupation biophysique des sols Corine Land Cover (CLC), est marquée par l'importance des territoires agricoles (74,4 % en 2018), en diminution par rapport à 1990 (78 %). La répartition détaillée en 2018 est la suivante : 
zones agricoles hétérogènes (33,6 %), cultures permanentes (24,3 %), forêts (18,5 %), terres arables (12,4 %), zones urbanisées (5,7 %), prairies (4,1 %), zones industrielles ou commerciales et réseaux de communication (1,4 %). L'évolution de l’occupation des sols de la commune et de ses infrastructures peut être observée sur les différentes représentations cartographiques du territoire : la carte de Cassini (XVIIIe siècle), la carte d'état-major (1820-1866) et les cartes ou photos aériennes de l'IGN pour la période actuelle (1950 à aujourd'hui).

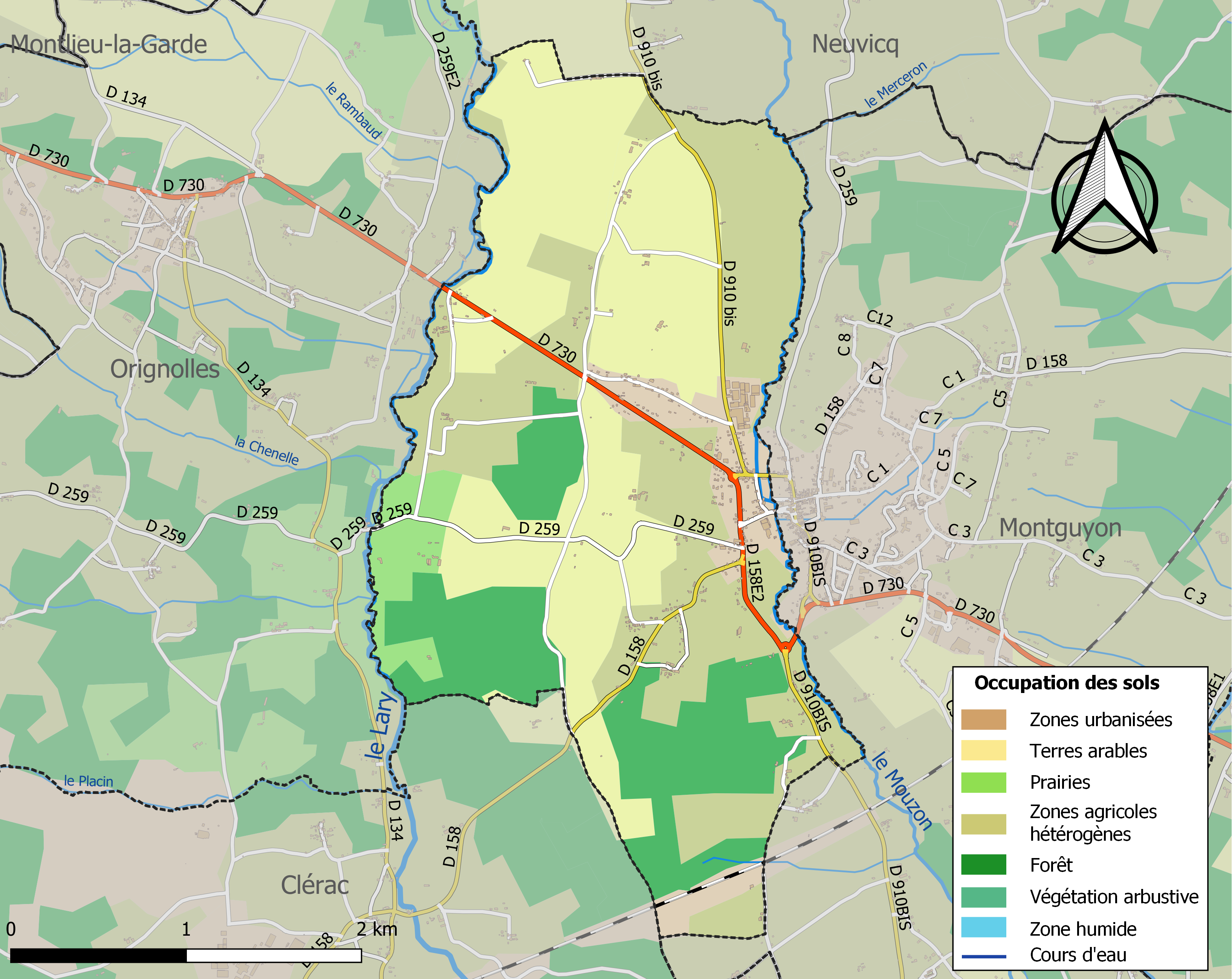
Carte des infrastructures et de l'occupation des sols de la commune en 2018 (CLC).
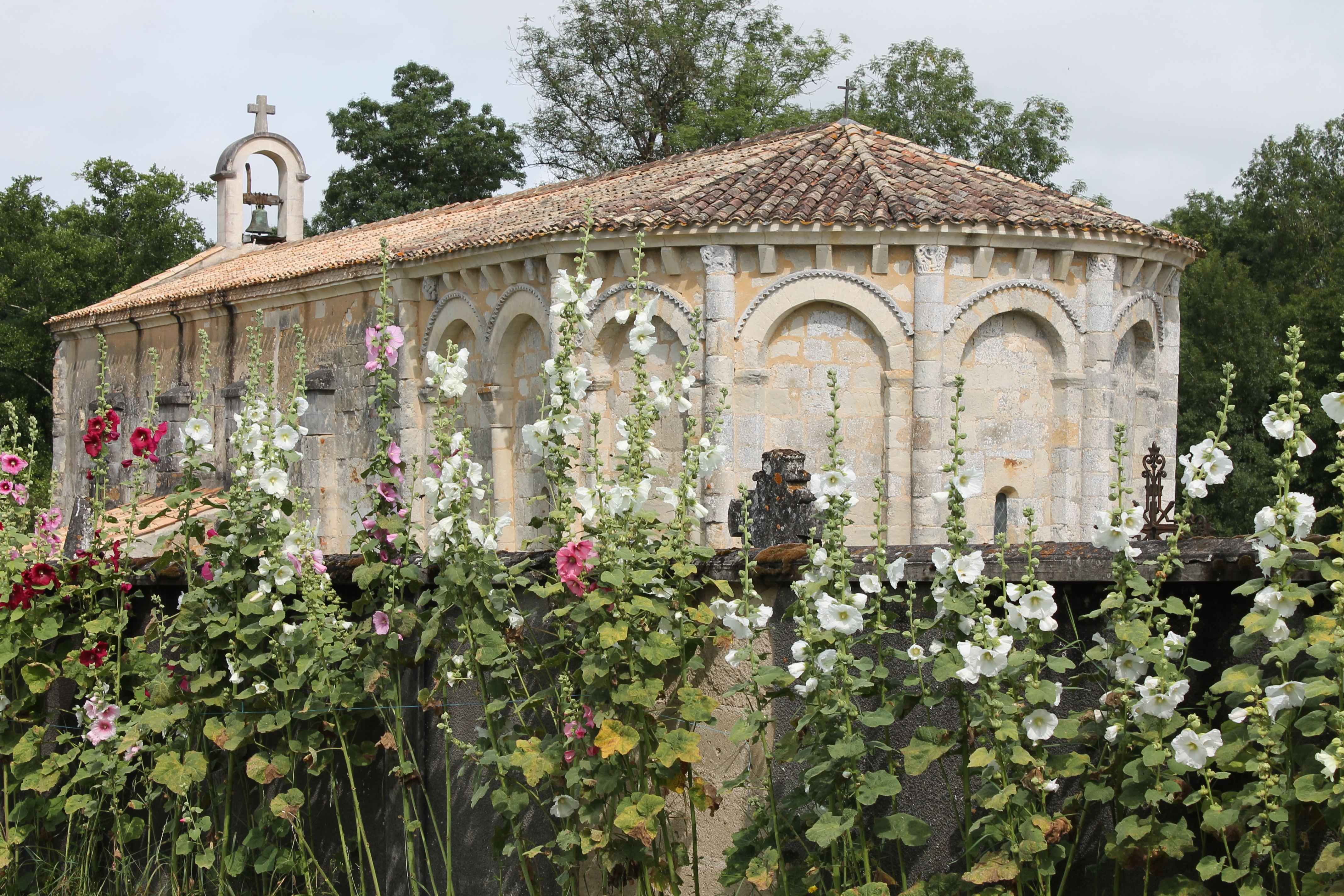
Église Saint Martin d'Ary.

### Risques majeurs
Le territoire de la commune de Saint-Martin-d'Ary est vulnérable à différents aléas naturels : météorologiques (tempête, orage, neige, grand froid, canicule ou sécheresse), inondations, feux de forêts, mouvements de terrains et séisme (sismicité faible). Il est également exposé à un risque technologique,  le transport de matières dangereuses. Un site publié par le BRGM permet d'évaluer simplement et rapidement les risques d'un bien localisé soit par son adresse soit par le numéro de sa parcelle.

#### Risques naturels
Certaines parties du territoire communal sont susceptibles d’être affectées par le risque d’inondation par débordement de cours d'eau, notamment le Lary et le Mouzon. La commune a été reconnue en état de catastrophe naturelle au titre des dommages causés par les inondations et coulées de boue survenues en 1982, 1986, 1999 et 2010,.
Saint-Martin-d'Ary est exposée au risque de feu de forêt du fait de la présence sur son territoire du massif de la Double saintongeaise, un massif classé à risque dans le plan départemental de protection des forêts contre les incendies (PDPFCI), élaboré pour la période 2017-2026 et qui fait suite à un plan 2007-2016. Les mesures individuelles de prévention contre les incendies sont précisées par divers arrêtés préfectoraux et s’appliquent dans les zones exposées aux incendies de forêt et à moins de 200 mètres de celles-ci. L’article L.131-1 du code forestier et l’arrêté du 2 décembre 2020 règlementent l'emploi du feu en interdisant notamment d’apporter du feu, de fumer et de jeter des mégots de cigarette dans les espaces sensibles et sur les voies qui les traversent sous peine de sanctions. Un autre arrêté du 2 décembre 2020 rend le débroussaillement obligatoire, incombant au propriétaire ou ayant droit,,,.

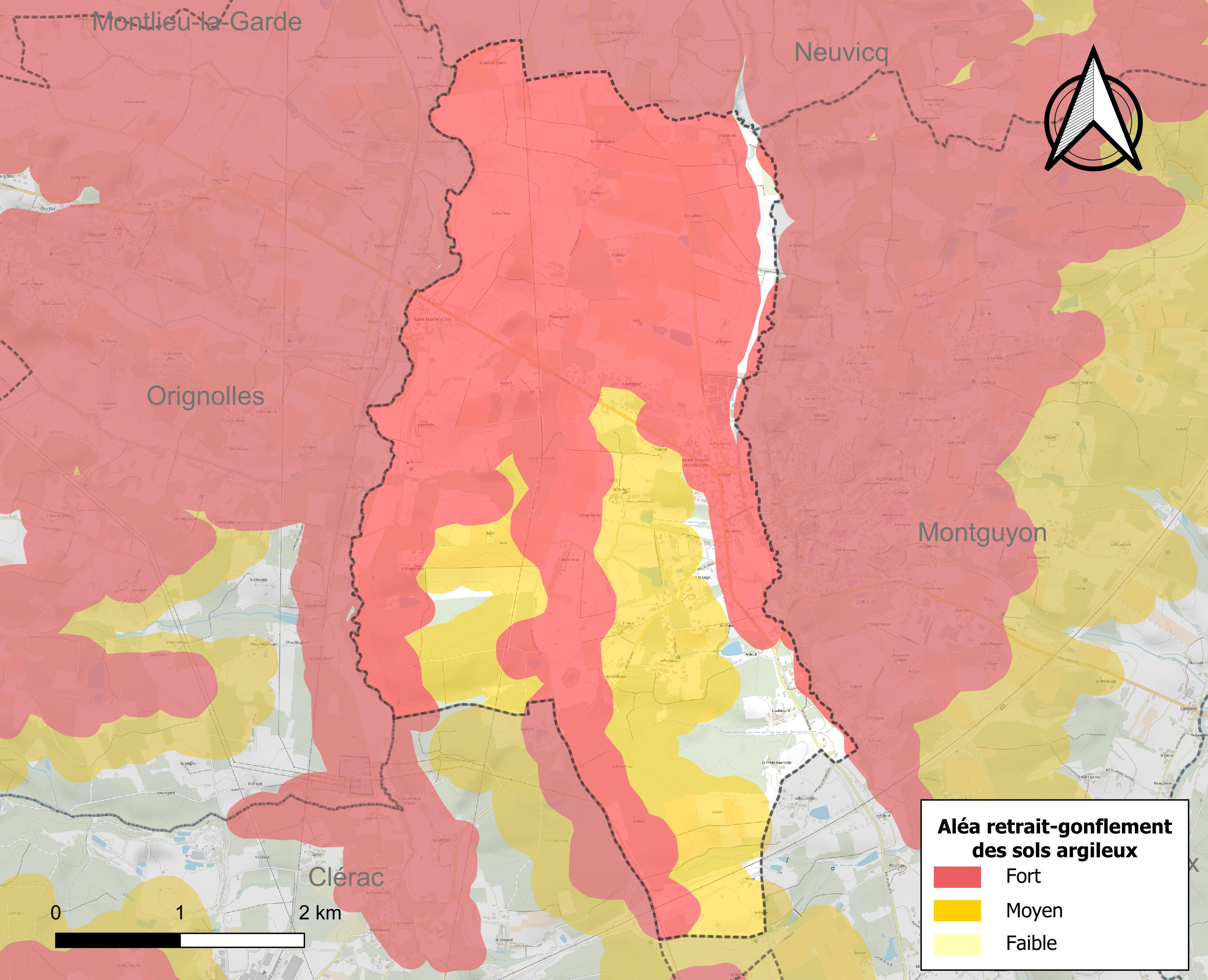
Carte des zones d'aléa retrait-gonflement des sols argileux de Saint-Martin-d'Ary.

Les mouvements de terrains susceptibles de se produire sur la commune sont des tassements différentiels.
Le retrait-gonflement des sols argileux est susceptible d'engendrer des dommages importants aux bâtiments en cas d’alternance de périodes de sécheresse et de pluie. 92,3 % de la superficie communale est en aléa moyen ou fort (54,2 % au niveau départemental et 48,5 % au niveau national). Sur les 285 bâtiments dénombrés sur la commune en 2019,  256 sont en aléa moyen ou fort, soit 90 %, à comparer aux 57 % au niveau départemental et 54 % au niveau national. Une cartographie de l'exposition du territoire national au retrait gonflement des sols argileux est disponible sur le site du BRGM,.
Par ailleurs, afin de mieux appréhender le risque d’affaissement de terrain, l'inventaire national des cavités souterraines permet de localiser celles situées sur la commune.
Concernant les mouvements de terrains, la commune a été reconnue en état de catastrophe naturelle au titre des dommages causés par la sécheresse en 1989, 2005 et 2011 et par des mouvements de terrain en 1999 et 2010.

#### Risques technologiques
Le risque de transport de matières dangereuses sur la commune est lié à sa traversée par une ou des infrastructures routières ou ferroviaires importantes ou la présence d'une canalisation de transport d'hydrocarbures. Un accident se produisant sur de telles infrastructures est susceptible d’avoir des effets graves sur les biens, les personnes ou l'environnement, selon la nature du matériau transporté. Des dispositions d’urbanisme peuvent être préconisées en conséquence.

## Toponymie
Le nom de la commune fait référence à saint Martin de Tours, à qui la paroisse avait été dédiée, ainsi qu'au Lary (aussi appelé Ary), rivière qui traverse la commune.

## Histoire
La terre de Saint-Martin-d'Ary dépendait de la baronnie de Montguyon. La paroisse était une annexe d'Orignolles, qui fut détachée en 1793.
Près des lieux-dits Turpin et Haute-Borne, se trouvaient un dolmen et un mégalithe qui furent renversés à la fin du XIXe.

### Moyen Âge
L'église romane semble avoir été bâtie sur le site d'une ancienne villa gallo-romaine (villa Arii), qui devint un prieuré. Celui-ci tire alors sa richesse de l'impôt prélevé pour le passage du gué sur le Lary, de la route royale Mirambeau-La Roche-Chalais.
Entre 1083 et 1098 des dons de terres sont enregistrés dans le cartulaire de l'abbaye de Baignes.

### Ancien Régime
Plusieurs seigneurs se partageaient la terre de Saint-Martin-d'Ary, d'après les différents repaires nobles qui s'y trouvaient : le château du Taillan, le château de la Magdeleine, le domaine de Coustolle, le fief de la Brande. Tous rendaient hommage aux maisons nobles La Rochefoucauld, Rohan-Chabot, grands seigneurs de Montguyon et de Montlieu.
Les anciens registres paroissiaux de Saint-Martin-d'Ary sont archivés parmi ceux d'Orignolles.

### Époque contemporaine

#### Instruction publique
La commune s'est dotée tardivement d'un bâtiment dédié à l'instruction publique. Une école mixte fut établie dans le petit-bourg près de l'église, en 1885, puis déplacée au lieu-dit la Billette. Ce n'est qu'en 1930 que le groupe scolaire fut bâti, puis inauguré le 20 septembre 1931.

#### Voie ferrée
En face de l'église de Saint-Martin-d'Ary, la gare d'Orignolles qui était desservi par la Ligne de Châteauneuf-sur-Charente à Saint-Mariens-Saint-Yzan.
En-dessous du lieu-dit les Plantes, Saint-Martin-d'Ary avait sa propre gare de tramway sur la ligne Mirambeau-Saint-Aigulin appartenant au réseau des Chemins de fer économiques des Charentes. Cette station fut démolie au XXe.

## Administration

### Liste des maires
| Période                                  | Période  | Identité          | Étiquette | Qualité  |
| ---------------------------------------- | -------- | ----------------- | --------- | -------- |
| 2001                                     | 2014     | Jean-Pierre Favre |           |          |
| 2014                                     | En cours | Jean-Marc Paillé  |           | Retraité |
| Les données manquantes sont à compléter. |          |                   |           |          |

## Démographie

### Évolution démographique
L'évolution du nombre d'habitants est connue à travers les recensements de la population effectués dans la commune depuis 1793. Pour les communes de moins de 10 000 habitants, une enquête de recensement portant sur toute la population est réalisée tous les cinq ans, les populations de référence des années intermédiaires étant quant à elles estimées par interpolation ou extrapolation. Pour la commune, le premier recensement exhaustif entrant dans le cadre du nouveau dispositif a été réalisé en 2007.

En 2022, la commune comptait 471 habitants, en évolution de −0,84 % par rapport à 2016 (Charente-Maritime : +4,04 %, France hors Mayotte : +2,11 %).
| 1793 | 1800 | 1806 | 1821 | 1831 | 1836 | 1841 | 1846 | 1851 |
| ---- | ---- | ---- | ---- | ---- | ---- | ---- | ---- | ---- |
| 358  | 257  | 290  | 320  | 281  | 292  | 329  | 284  | 288  |

| 1856 | 1861 | 1866 | 1872 | 1876 | 1881 | 1886 | 1891 | 1896 |
| ---- | ---- | ---- | ---- | ---- | ---- | ---- | ---- | ---- |
| 325  | 317  | 347  | 334  | 303  | 339  | 331  | 313  | 350  |

| 1901 | 1906 | 1911 | 1921 | 1926 | 1931 | 1936 | 1946 | 1954 |
| ---- | ---- | ---- | ---- | ---- | ---- | ---- | ---- | ---- |
| 349  | 380  | 362  | 340  | 356  | 349  | 412  | 384  | 421  |

| 1962 | 1968 | 1975 | 1982 | 1990 | 1999 | 2006 | 2007 | 2012 |
| ---- | ---- | ---- | ---- | ---- | ---- | ---- | ---- | ---- |
| 474  | 466  | 476  | 443  | 483  | 479  | 499  | 502  | 468  |

| 2017 | 2022 | - | - | - | - | - | - | - |
| ---- | ---- | - | - | - | - | - | - | - |
| 473  | 471  | - | - | - | - | - | - | - |

## Lieux et monuments

### Patrimoine religieux
L'église Saint-Martin près de la rivière du Lary. Au fil des siècles, plusieurs réparations furent effectuées. En 1621, Isaac de Bonnevin, seigneur de Coustolle, finance de grosses réparations. La cloche fut fondue en 1668, puis baptisée le 11 novembre 1670 avec pour parrain Charles Guérin seigneur de l'Étang, et pour marraine Charlotte de Potier, épouse François de Bonnevin, seigneur de Jussas. L'église fut encore restaurée en 1862 jusqu'à la construction de l'actuel campanile de pierre qui remplaça le clocher de bois qui s'élevait au-dessus du chœur.

### Patrimoine civil

#### Le château de la Magdeleine
Implanté à l'Ouest de la commune, limitrophe avec Orignolles, certaines parties de ce château datent du XVIe. Remanié en 1863, le corps de logis est flanqué de trois tours cylindriques, le tout couvert d'ardoises. Dans la cour, les écuries et les chais forment deux ailes parallèles flanquées chacune d'une tour cylindrique.
Sous la charpente de la tourelle Est, une inscription mentionne François de Malet chevalier seigneur de Puivalier et de la Magdeleine en 1747, époux Catherine de Guérin.
Ce château appartint successivement aux Guimeuse, aux Bonnevin, aux Mallet, aux Florence, aux Poineau (alliés aux Callières de Clérac), aux Pugnan puis aux Grison, propriétaires depuis 1975 qui ont replanté le vignoble et créé leur marque de cognac, pineau et vins. Les Poineau furent maire de Saint-Martin-d'Ary entre 1866 et 1907.

#### Le logis du Taillan
Implanté au centre de la commune, certaines parties du logis datent du XVe. Le corps de logis couvert de tuiles plates, est doté d'une tour d'escalier cylindrique à poivrière couverte d'ardoises.
Le domaine appartenait aux Callières de Clérac. Il se composait des métairies du Taillan, de la Chaux, de Pouillot et même de la Billette, lorsque l'avocat Pierre Léger Brusley en devint propriétaire en 1829. Ce dernier fut maire de Saint-Martin-d'Ary de 1817 à 1820.

#### Le logis de Coustolle
Implanté à l'Ouest de la commune, limitrophe d'Orignolles, seule la petit tour cylindrique semble rappeler de l'ancien logis actuellement composé de plusieurs maisons mitoyennes datant du XIXe.
En 1494, le fief de Coustolle appartenaient à la famille Beaumayne, puis passa à la famille Bonnevin jusqu'au mariage de Catherine de Bonnevin avec Charles Raphaël de Callières (seigneur de la Valade à Clérac) en 1761.

#### Le moulin du Pont
Situé sur le Mouzon, limitrophe de Montguyon, cet ancien moulin à aubes figure sur la carte de Cassini. En 1765, le moulin appartenait à la famille Fleuranceau, qui avait été affranchie de rente seigneuriale par La Rochefoucauld, seigneur de Montguyon, en 1635.

#### Ponts de pierres
Trois ponts de pierres bâtis vers 1830, enjambent le Lary et le Mouzon.

#### Puits obus
Au lieu-dit la Loge, se trouve un puits couvert en forme d'obus. Il s'agit d'une curiosité locale, que l'on retrouve également à Boresse-et-Martron.